# نادي بطليوس
نادي بطليوس الرياضي (بالإسبانية: Club Deportivo Badajoz)‏ نادي كرة قدم إسباني. تم تأسيس النادي في عام 1905.

## روابط خارجية
- CD Badajoz